# Ишимбайский станкоремонтный завод
ООО «Ишимбайский станкоремонтный завод» — завод по ремонту металлорежущего и кузнечно-прессового оборудования. Единственное предприятие на российском рынке, освоившее ремонт и модернизацию широкой номенклатуры металлообрабатывающего оборудования. Расположен в городе Ишимбае в Республике Башкортостан по адресу: Индустриальное ш, 2б.

## История
В апреле 2005 года на аукционе у ОАО «Ишимбайский завод транспортного машиностроения „Витязь“» (ныне ОАО «Машиностроительная компания „Витязь“») была выкуплена часть производственных и административных площадей, территорией 40000 м², которые были у них законсервированы в результате неоднократных банкротств предприятия. В короткие сроки было перевезено на новое место порядка восьми тысяч тонн станочного оборудования, проведено в цеха тепло, свет, газ, созданы нормальные условия для работы людей и запущено производство.
Наличие развитого кранового хозяйства от предыдущих хозяев, удобное географическое положение стали залогом развития завода. Приобретение и запуск продольно-шлифовального станка с длиной стола до 14 метров открыло новые возможности по ремонту крупногабаритных и тяжёлых станков.
24 и 25 февраля 2010 компания «Башстанкоцентр» организовывала экскурсии на «Ишимбайский станкоремонтный завод».
В марте 2011 участники Инновационно-промышленного салона в Уфе могли побывать на экскурсии по заводу
27 и 28 сентября 2011 для участников XIV Межрегиональной специализированной выставки «Металлообработка: станки, инструмент и технологии — 2011» (27-30 сентября, Уфа) были организованы выездные конференции на Ишимбайский станкоремонтный завод